# Mistrzostwa Rumunii w rugby union (2005/2006)
Divizia Națională 2005/2006 – dziewięćdziesiąte mistrzostwa Rumunii w rugby union. Zawody odbywały się w dniach 13 sierpnia 2005 – 20 maja 2006 roku, a tytułu broniła drużyna CSA Steaua Bukareszt.
Promowany z niższej klasy rozgrywkowej wraz z CS Iași zespół CSM Sibiu nie przystąpił do zawodów, a jego miejsce zajęła drużyna z Suczawy. Również ze względów finansowych udział w mistrzostwach rozważał RC Bârlad, potwierdził jednak ostatecznie swój udział. Składy zespołów. Rozkład gier opublikowano na początku lipca 2005 roku, a dla dalszych faz w późniejszych terminach.
Trzy z czterech meczów fazy pucharowej były transmitowane w telewizji, półfinały odbyły się na boiskach wyżej rozstawionej drużyny, a mecze o medale rozegrano na neutralnych boiskach. W przypadku remisu po regulaminowym czasie gry organizowana miała być dogrywka składająca się z dwóch pięciominutowych części, z uwzględnieniem reguły nagłej śmierci, a jeśli i ona nie przyniosłaby rozstrzygnięcia o zwycięstwie decydowałby konkurs karnych kopów.
W półfinałach lepsze okazały się drużyny wyżej rozstawione. Brąz zdobyli zawodnicy stołecznego Dinama, w finale lepsi od drużyny z Aradu okazali się obrońcy tytułu ze Steauy. Ostatecznie zatem końcowa klasyfikacja mistrzostw kraju okazała się taka sama jak po fazie zasadniczej.
Kilka spotkań zakończyło się decyzjami komisji dyscyplinarnej: w kolejkach piątej, ósmej i jedenastej.

## Drużyny
| Klub                         | Miasto      |
| ---------------------------- | ----------- |
| Contor Zenner Arad           | Arad        |
| CSM Universitatea Baia Mare  | Baia Mare   |
| RC Bârlad                    | Bârlad      |
| Dinamo Bukareszt             | Bukareszt   |
| Steaua Bukareszt             | Bukareszt   |
| CS Poli Agro Iași            | Jassy       |
| CS Universitatea Cluj-Napoca | Kluż-Napoka |
| RCJ Farul Constanța          | Konstanca   |
| CS Știință Petroșani         | Petroszany  |
| CSM Bucovina Suceava         | Suczawa     |

## Faza grupowa
| Gospodarz                          | Wynik                              | Gość                               |                                  | Gospodarz                        | Wynik                            | Gość |
| Kolejka I - 13 sierpnia 2005       | Kolejka I - 13 sierpnia 2005       | Kolejka I - 13 sierpnia 2005       | Kolejka X – 29 października 2005 | Kolejka X – 29 października 2005 | Kolejka X – 29 października 2005 |      |
| ---------------------------------- | ---------------------------------- | ---------------------------------- | -------------------------------- | -------------------------------- | -------------------------------- | ---- |
| CS Poli Agro Iași                  | 16:48                              | Steaua Bukareszt                   | CS Universitatea Cluj-Napoca     | 67:9                             | RC Bârlad                        |      |
| CSM Bucovina Suceava               | 3:33                               | REMIN Baia Mare                    | REMIN Baia Mare                  | 43:13                            | CSM Bucovina Suceava             |      |
| RC Bârlad                          | 10:10                              | CS Universitatea Cluj-Napoca       | Contor Zenner Arad               | 34:20                            | RCJ Farul Constanța              |      |
| RCJ Farul Constanța                | 6:37                               | Contor Zenner Arad                 | CS Știință Petroșani             | 7:77                             | Dinamo Bukareszt                 |      |
| Dinamo Bukareszt                   | 151:0                              | CS Știință Petroșani               | Steaua Bukareszt                 | 50:5                             | CS Poli Agro Iași                |      |
| Kolejka II – 20 sierpnia 2005      | Kolejka II – 20 sierpnia 2005      | Kolejka II – 20 sierpnia 2005      | Kolejka XI – 5 listopada 2005    | Kolejka XI – 5 listopada 2005    | Kolejka XI – 5 listopada 2005    |      |
| Steaua Bukareszt                   | 84:3                               | CSM Bucovina Suceava               | CSM Bucovina Suceava             | 3:106                            | Steaua Bukareszt                 |      |
| Contor Zenner Arad                 | 26:11                              | Dinamo Bukareszt                   | RC Bârlad                        | 3:12                             | REMIN Baia Mare                  |      |
| CS Universitatea Cluj-Napoca       | 16:3                               | RCJ Farul Constanța                | RCJ Farul Constanța              | 24:10                            | CS Universitatea Cluj-Napoca     |      |
| CS Poli Agro Iași                  | 55:15                              | CS Știință Petroșani               | CS Știință Petroșani             | 17:36                            | CS Poli Agro Iași                |      |
| REMIN Baia Mare                    | 59:3                               | RC Bârlad                          | Dinamo Bukareszt                 | 46:24                            | Contor Zenner Arad               |      |
| Kolejka III – 27 sierpnia 2005     | Kolejka III – 27 sierpnia 2005     | Kolejka III – 27 sierpnia 2005     | Kolejka XII – 25 marca 2006      | Kolejka XII – 25 marca 2006      | Kolejka XII – 25 marca 2006      |      |
| RC Bârlad                          | 0:41                               | Steaua Bukareszt                   | CS Universitatea Cluj-Napoca     | 6:28                             | Dinamo Bukareszt                 |      |
| RCJ Farul Constanța                | 13:32                              | REMIN Baia Mare                    | Contor Zenner Arad               | 2:3                              | CS Știință Petroșani             |      |
| CS Știință Petroșani               | 10:49                              | Contor Zenner Arad                 | CS Poli Agro Iași                | 31:14                            | CSM Bucovina Suceava             |      |
| CSM Bucovina Suceava               | 28:11                              | CS Poli Agro Iași                  | REMIN Baia Mare                  | 32:10                            | RCJ Farul Constanța              |      |
| Dinamo Bukareszt                   | 60:10                              | CS Universitatea Cluj-Napoca       | Steaua Bukareszt                 | 96:0                             | RC Bârlad                        |      |
| Kolejka IV - 3 września 2005       | Kolejka IV - 3 września 2005       | Kolejka IV - 3 września 2005       | Kolejka XIII – 31 marca 2006     | Kolejka XIII – 31 marca 2006     | Kolejka XIII – 31 marca 2006     |      |
| Steaua Bukareszt                   | 61:3                               | RCJ Farul Constanța                | Dinamo Bukareszt                 | 22:17                            | REMIN Baia Mare                  |      |
| CS Universitatea Cluj-Napoca       | 41:22                              | CS Știință Petroșani               | RCJ Farul Constanța              | 15:41                            | Steaua Bukareszt                 |      |
| CS Poli Agro Iași                  | 5:29                               | Contor Zenner Arad                 | CS Știință Petroșani             | 9:31                             | CS Universitatea Cluj-Napoca     |      |
| CSM Bucovina Suceava               | 18:3                               | RC Bârlad                          | Contor Zenner Arad               | 79:3                             | CS Poli Agro Iași                |      |
| REMIN Baia Mare                    | 15:13                              | Dinamo Bukareszt                   | RC Bârlad                        | 29:16                            | CSM Bucovina Suceava             |      |
| Kolejka V – 10 września 2005       | Kolejka V – 10 września 2005       | Kolejka V – 10 września 2005       | Kolejka XIV – 8 kwietnia 2006    | Kolejka XIV – 8 kwietnia 2006    | Kolejka XIV – 8 kwietnia 2006    |      |
| Dinamo Bukareszt                   | 27:23                              | Steaua Bukareszt                   | CS Universitatea Cluj-Napoca     | 16:13                            | Contor Zenner Arad               |      |
| CS Știință Petroșani               | 0:12                               | REMIN Baia Mare                    | CSM Bucovina Suceava             | 20:33                            | RCJ Farul Constanța              |      |
| Contor Zenner Arad                 | 39:12                              | CS Universitatea Cluj-Napoca       | CS Poli Agro Iași                | 30:16                            | RC Bârlad                        |      |
| RCJ Farul Constanța                | 32:14                              | CSM Bucovina Suceava               | REMIN Baia Mare                  | 62:3                             | CS Știință Petroșani             |      |
| RC Bârlad                          | 16:12                              | CS Poli Agro Iași                  | Steaua Bukareszt                 | 39:5                             | Dinamo Bukareszt                 |      |
| Kolejka VI – 17 września 2005      | Kolejka VI – 17 września 2005      | Kolejka VI – 17 września 2005      | Kolejka XV – 15 kwietnia 2006    | Kolejka XV – 15 kwietnia 2006    | Kolejka XV – 15 kwietnia 2006    |      |
| Steaua Bukareszt                   | 80:7                               | CS Știință Petroșani               | Contor Zenner Arad               | 36:14                            | REMIN Baia Mare                  |      |
| CS Poli Agro Iași                  | 5:37                               | CS Universitatea Cluj-Napoca       | CS Știință Petroșani             | 12:91                            | Steaua Bukareszt                 |      |
| CSM Bucovina Suceava               | 17:40                              | Dinamo Bukareszt                   | CS Universitatea Cluj-Napoca     | 34:15                            | CS Poli Agro Iași                |      |
| RC Bârlad                          | 18:17                              | RCJ Farul Constanța                | RCJ Farul Constanța              | 64:8                             | RC Bârlad                        |      |
| REMIN Baia Mare                    | 13:7                               | Contor Zenner Arad                 | Dinamo Bukareszt                 | 76:10                            | CSM Bucovina Suceava             |      |
| Kolejka VII – 24 września 2005     | Kolejka VII – 24 września 2005     | Kolejka VII – 24 września 2005     | Kolejka XVI – 19 kwietnia 2006   | Kolejka XVI – 19 kwietnia 2006   | Kolejka XVI – 19 kwietnia 2006   |      |
| Contor Zenner Arad                 | 17:21                              | Steaua Bukareszt                   | Steaua Bukareszt                 | 20:14                            | Contor Zenner Arad               |      |
| CS Universitatea Cluj-Napoca       | 16:13                              | REMIN Baia Mare                    | CSM Bucovina Suceava             | 54:19                            | CS Știință Petroșani             |      |
| CS Știință Petroșani               | 12:23                              | CSM Bucovina Suceava               | RC Bârlad                        | 12:19                            | Dinamo Bukareszt                 |      |
| Dinamo Bukareszt                   | 65:11                              | RC Bârlad                          | CS Poli Agro Iași                | 23:21                            | RCJ Farul Constanța              |      |
| RCJ Farul Constanța                | 37:21                              | CS Poli Agro Iași                  | REMIN Baia Mare                  | 38:7                             | CS Universitatea Cluj-Napoca     |      |
| Kolejka VIII – 1 października 2005 | Kolejka VIII – 1 października 2005 | Kolejka VIII – 1 października 2005 | Kolejka XVII – 29 kwietnia 2006  | Kolejka XVII – 29 kwietnia 2006  | Kolejka XVII – 29 kwietnia 2006  |      |
| Steaua Bukareszt                   | 45:14                              | CS Universitatea Cluj-Napoca       | Dinamo Bukareszt                 | 51:3                             | RCJ Farul Constanța              |      |
| CS Poli Agro Iași                  | 22:32                              | REMIN Baia Mare                    | CS Universitatea Cluj-Napoca     | 14:49                            | Steaua Bukareszt                 |      |
| CSM Bucovina Suceava               | 12:45                              | Contor Zenner Arad                 | Contor Zenner Arad               | 59:28                            | CSM Bucovina Suceava             |      |
| RC Bârlad                          | 69:19                              | CS Știință Petroșani               | CS Știință Petroșani             | 19:33                            | RC Bârlad                        |      |
| RCJ Farul Constanța                | 5:0 3:30                           | Dinamo Bukareszt                   | REMIN Baia Mare                  | 35:9                             | CS Poli Agro Iași                |      |
| Kolejka IX– 22 października 2005   | Kolejka IX– 22 października 2005   | Kolejka IX– 22 października 2005   | Kolejka XVIII – 06 maja 2006     | Kolejka XVIII – 06 maja 2006     | Kolejka XVIII – 06 maja 2006     |      |
| CS Universitatea Cluj-Napoca       | 33:10                              | CSM Bucovina Suceava               | Steaua Bukareszt                 | 52:22                            | REMIN Baia Mare                  |      |
| Contor Zenner Arad                 | 48:9                               | RC Bârlad                          | CSM Bucovina Suceava             | 19:10                            | CS Universitatea Cluj-Napoca     |      |
| CS Știință Petroșani               | 17:24                              | RCJ Farul Constanța                | RC Bârlad                        | 17:38                            | Contor Zenner Arad               |      |
| Dinamo Bukareszt                   | 48:9                               | CS Poli Agro Iași                  | RCJ Farul Constanța              | 62:0                             | CS Știință Petroșani             |      |
| REMIN Baia Mare                    | 10:15                              | Steaua Bukareszt                   | CS Poli Agro Iași                | 20:33                            | Dinamo Bukareszt                 |      |

## Faza pucharowa
|  |                  |                  |             |                   |   |                  |                  |       |
|  | Półfinały        | Półfinały        | Półfinały   |                   |   | Finał            | Finał            | Finał |
|  | Półfinały        | Półfinały        | Półfinały   |                   |   | Finał            | Finał            | Finał |
|  | 13 maja 2006     |                  |             |                   |   |                  |                  |       |
|  |                  |                  |             |                   |   |                  |                  |       |
|  | Steaua Bukareszt | Steaua Bukareszt | 30          |                   |   |                  |                  |       |
|  | Steaua Bukareszt | Steaua Bukareszt | 30          | 20 maja 2006      |   |                  |                  |       |
|  | REMIN Baia Mare  | REMIN Baia Mare  | 13          |                   |   |                  |                  |       |
|  | REMIN Baia Mare  | REMIN Baia Mare  | 13          |                   |   | Steaua Bukareszt | Steaua Bukareszt | 26    |
|  | 13 maja 2006     |                  |             |                   |   | Steaua Bukareszt | Steaua Bukareszt | 26    |
|  |                  |                  | Contor Arad | Contor Arad       | 9 |                  |                  |       |
|  | Contor Arad      | Contor Arad      | Contor Arad | Contor Arad       | 9 | 17               |                  |       |
|  | Contor Arad      | Contor Arad      |             |                   |   |                  |                  |       |
|  | Dinamo Bukareszt | Dinamo Bukareszt | 5           |                   |   |                  |                  |       |
|  | Dinamo Bukareszt | Dinamo Bukareszt | 5           | Mecz o 3. miejsce |   |                  |                  |       |
|  |                  |                  |             |                   |   |                  |                  |       |
|  | 20 maja 2006     |                  |             |                   |   |                  |                  |       |
|  |                  |                  |             |                   |   |                  |                  |       |
|  | REMIN Baia Mare  | REMIN Baia Mare  | 16          |                   |   |                  |                  |       |
|  | REMIN Baia Mare  | REMIN Baia Mare  | 16          |                   |   |                  |                  |       |
|  | Dinamo Bukareszt | Dinamo Bukareszt | 20          |                   |   |                  |                  |       |
|  | Dinamo Bukareszt | Dinamo Bukareszt | 20          |                   |   |                  |                  |       |

| 13 maja 200611:00 | Steaua Bukareszt | 30:13 | REMIN Baia Mare | Ghencea, Bukareszt Sędzia: Cristian Răduță |
| 13 maja 200611:00 |                  | 30:13 |                 | Ghencea, Bukareszt Sędzia: Cristian Răduță |

| 13 maja 200613:30 | Contor Arad | 17:5 | Dinamo Bukareszt | Stadionul CPL, Arad Sędzia: Gheorghe Sabău |
| 13 maja 200613:30 |             | 17:5 |                  | Stadionul CPL, Arad Sędzia: Gheorghe Sabău |

| 20 maja 200618:00 | Steaua Bukareszt | 26:9 | Contor Arad | Stadionul Mihai Naca, Konstanca Sędzia: Emil Pirtoc |
| 20 maja 200618:00 |                  | 26:9 |             | Stadionul Mihai Naca, Konstanca Sędzia: Emil Pirtoc |

| 20 maja 200616:00 | REMIN Baia Mare | 16:20 | Dinamo Bukareszt | Stadionul Mihai Naca, Konstanca Sędzia: Bogdan Milița |
| 20 maja 200616:00 |                 | 16:20 |                  | Stadionul Mihai Naca, Konstanca Sędzia: Bogdan Milița |